# Gotuara
Gotuara (em latim: Gotuara ou Gotwara) foi uma nobre danesa do século I, ativo durante o reinado do rei Frodo III. Aparece apenas nos Feitos dos Danos de Saxão Gramático.

## Vida
Gotuara era esposa de Colão e mãe de 3 filhos, cujos nomes não são conhecidos e cujo comportamento se deteriorou ao chegarem na adolescência por seu sangue quente e suas práticas degeneradas. Segundo descrição de Saxão Gramático:
| “ | [...] ostentava tanto sua extraordinária eloquência que sufocaria qualquer um, por mais fluente e articulado que fosse. Era proficiente em disputa e tinha recursos abundantes em todo tipo de discussão. Guerreiro com palavras, estava armada com bateria igual de perguntas e respostas teimosas. Embora nunca tenha lutado em batalha, ninguém poderia derrotar essa mulher, cuja língua lhe dava flechas. Alguns confundiu por sua audácia de discurso; outros, você poderia dizer, entrelaçavam-se nas malhas de suas ironias e estrangulavam-se em sinos de sofismas. Essa era a natureza da mulher inteligente e espirituosa. Além disso, altamente qualificada em fazer ou quebrar acordos, manipularia a picada dentro de sua boca para ser eficaz de qualquer maneira. Por essa razão, era adepta de dissolver ou fazer alianças. Então, faria o comércio ambivalente de sua língua para um ou outro. | ” |

Em algum momento durante o reinado de Frodo III, seus cortesãos sugeriram que o rei se cassasse com a filha do rei dos hunos, mas Frodo se esquivou da ideia. Ao notar sua relutância, Gotuara convenceu-o a mudar de ideia e Frodo pediu que ela, Vestmaro, Colão e os filhos deles fossem numa embaixada à corte huna para propor o casamento. Ao chegarem, foram recebidos com festividades que duraram três dias. No terceiro dia, Vestmaro propôs o casamento, mas a filha do rei desdenhou Frodo, pois julgava-o pessoa de pouca reputação. Gotuara apontou que Frodo era ambidestro e rápido e habilidoso no nado e combate, bem como preparou uma poção afrodisíaca que foi dada à princesa, que logo sentiu desejos pelo rei. Então Gotuara ordenou que Vestmaro, Colão e os filhos deles se aproximassem do rei huno em armas para solicitar a princesa, e caso se recusasse desafiariam os hunos ao combate. Os nobres danos ameaçaram o rei, que decidiu deixar sua filha, em sua livre decisão, escolher se queria casar, e a princesa aceitou.
Anos depois, quando os noruegueses Érico, o Eloquente e seu meio-irmão Rolero chegaram na Dinamarca, seus filhos e marido foram mortos por ação de Érico. Incomodada com a infeliz morte deles e ansiosa para vingá-los, declarou que desejava uma partida de discursos com Érico; arriscaria um colar maciço, enquanto deveria apostar sua vida para que recebesse o ouro se ganhasse e a morte se fosse derrotado. Érico concordou e a promessa foi depositada com Gunuara, irmão do rei Frodo:
| “ | Gotuara: Quando mói seu machado de batalha na pedra de amolar, seu pênis abalado machuca o traseiro trêmulo? Érico: Como a natureza plantou pelos no corpo de todo homem, um lugar em particular é obrigado a usar barba. Quando estão remando, as pessoas precisam se mover, pois cada tarefa tem seus próprios movimentos peculiares. Quando as nádegas pressionam a nádega ou a vagina em espera recebe o pênis, por que alguém precisa acrescentar mais? | ” |

Derrotada, Gotuara deu o colar para Érico e perdeu sua riqueza e sua fama de mulher eloquente. Mais tarde, foi descoberto que teve papel no caso de adultério envolvendo seu sobrinho Grepo e a rainha Hanunda, filha do rei huno e esposa de Frodo. Em consequência disso, foi sentenciada a morte por apedrejamento.